# Johann Fenser
Johann Fenser, Szinnyeinél Fenser János
Besztercéről származott. 1651–1652-ben Königsbergben tanult.
Műve: Oratio de Censu habito ab Augusto Caesare, quo regnante natus est Christus Redemtor noster. Regiomonti, 1652.
A 19. században neki tulajdonították egy 1656-os protestáns lelkészi vizsgatétel-gyűjtemény szerzőségét ( Pro Vnitate Verae Ecclesiae, Simul ac Pace Reipublicae Conservanda, Decas Thesium Antea Proposita, atque etiam Defensa in Sancta Synodo Generali Transylvaniensi celebrata apud Maros Vásárhelinum diebus XXV. XXVI. XXVII. Mensis Junii, Jam vero, Deo Pacis Juvante, Repetenda In Alma Universitate Albensi diebus XIV. et XV. Mensis Julii, Ad ampliorem Veritatis Evictionem… Speciatim ad Corroborandam Ecclesiarum, per Universam Transylvaniam, Catholico-Reformatorum Sanctam Unionem. Albae Juliae, 1656.), de újabb források vitatják ennek alapját és szerzőként inkább Isaac Basire-t valószínűsítik.